# Dave il Barbaro
Dave il Barbaro (Dave the Barbarian) è una serie di cartoni animati Disney, creata e scritta da Doug Langdale, trasmessa a partire dal gennaio 2004 su Disney Channel (e in seguito anche su Toon Disney). Ambientata nel Medioevo, ha come protagonista un barbaro forzuto ma tutt'altro che bellicoso, di nome Dave. Insieme alle sorelle Fang e Candy e allo zio Oswidge, Dave amministra il regno immaginario di Udrogoth, il cui re è partito per andare in "guerra contro il male". In modo analogo ad altre serie animate come Gli Antenati, Dave il Barbaro utilizza con intento umoristico frequenti riferimenti al mondo moderno anacronisticamente calati nel contesto medioevale.
È stata prodotta una sola stagione di 22 episodi, in quanto negli Stati Uniti la serie è stata interrotta per scarsi ascolti.
In Italia, la serie è andata in onda su Disney Channel dal 13 settembre 2004, su Toon Disney dal dicembre 2005 e, dal 24 giugno 2006, la serie viene trasmessa in chiaro su Rai 2.

## Personaggi
- Dave: barbaro guerriero e figlio del re di Udrogoth. Nonostante l'apparenza temibile, è sensibilissimo al dolore, impacciato e preferisce lavorare a maglia e cucinare piuttosto che combattere. Ha anche paura di molte cose e deve spesso fare i conti con le sue allergie. Doppiato da Danny Cooksey e Stefano Crescentini in lingua italiana.
- Candy: sorella di Dave e principessa reggente di Udrogoth. Viene considerata la giovane più bella del regno e rappresenta lo stereotipo della valley girl egoista e ossessionata dallo shopping. È molto abile nelle arti marziali. Doppiata da Erica Luttrell e Federica De Bortoli in lingua italiana.
- Fang: sorella di Dave. È molto rude e aggressiva e si diverte a combattere e distruggere le cose. Biasima spesso suo fratello per la sua vigliaccheria. Doppiata da Tress MacNeille e Antonella Baldini in lingua italiana.
- Zio Oswidge: zio di Dave, Candy e Fang. Stregone piuttosto goffo che crea involontariamente scompiglio con i suoi incantesimi invece di rivelarsi utile. È un appassionato di cucina e gli piace giocare con le bambole. Doppiato da Kevin Michael Richardson e Bruno Alessandro in lingua italiana.
- Faffy: ibrido tra un drago e un maiale e animale domestico dei protagonisti. Doppiato da Frank Welker.
- Lula: la spada magica e senziente di Dave. Fa spesso affermazioni sarcastiche. Si scopre che sua sorella è il Mjöllnir, il martello di Thor e suo fratello il tridente di Poseidone. Doppiata da Estelle Harris e Stefania Giacarelli in lingua italiana.
- Re Throktar e Regina Glimia: sono i veri sovrani di Udrogoth e i genitori di Dave, Candy e Fang. Si sono allontanati dal regno per combattere le forze del male e comunicano con i figli tramite la sfera di cristallo di Oswidge, un calderone magico o altri oggetti dell'immaginario fantasy. Re Throktar è doppiato da Kevin Michael Richardson e Giuliano Santi in lingua italiana, mentre la Regina Glimia è doppiata da Erica Luttrell e Antonella Rinaldi in lingua italiana.
- Chuckles: principale antagonista della serie. Conosciuto come Chuckles lo Sciocco Porcellino è  un terribile maiale parlante che indossa un mantello nero e cammina su due zampe. Aspira a dominare Udrogoth, ma non ce la fa, perché Dave e i suoi amici lo sconfiggeranno. Doppiato da Paul Rugg e Fabrizio Vidale in lingua italiana.
- Narratore: è il narratore della serie, perché viene descritto come una voce fuoricampo che narra le avventure di Dave e i suoi amici alle prese con varie gesta. Doppiato da Jeff Bennett e Pietro Biondi in lingua italiana.

## Episodi
1. The Maddening Sprite of the Stump / Shrink Rap
2. Pet Threat / Lula's First Barbarian
3. Girlfriend / Ned Frischman: Man of Tomorrow
4. Beef! / Rite of Pillage
5. King for a Day or Two / Slay What?
6. Civilization / The Terror of Mecha-Dave
7. The Way of the Dave / Beauty and the Zit
8. Band / Web
9. Sorcerer Material / Sweep Dreams
10. Here There Be Dragons / Pipe Down!
11. Termites of Endearment/ Thor, Loser
12. The Princess and the Peabrains/ Horders and Sorcery
13. The Brutish Are Coming/ The Lost Race of Reeber
14. Lederhosen of Doom/ Floral Derangement
15. A Pig's Story
16. That Darn Ghost/ The Cow Says Moon
17. Night of the Living Plush/ I Love Neddy
18. Shake, Rattle, & Roll Over/ Bad Food
19. Red Sweater of Courage/ Dog of the Titans
20. Fiends and Family/ Plunderball
21. Not a Monkey/ Happy Glasses